# Клосон (Юта)
Клосон (англ. Clawson) — місто (англ. town) в США, в окрузі Емері штату Юта. Населення — 162 особи (2020).

## Географія
Клосон розташований за координатами 39°8′13″ пн. ш. 111°5′47″ зх. д. / 39.13694° пн. ш. 111.09639° зх. д. (39.136994, -111.096452).  За даними Бюро перепису населення США в 2010 році місто мало площу 1,83 км², уся площа — суходіл. В 2017 році площа становила 2,62 км², уся площа — суходіл.

## Демографія
Згідно з переписом 2010 року, у місті мешкали 163 особи в 56 домогосподарствах у складі 43 родин. Густота населення становила 89 осіб/км².  Було 64 помешкання (35/км²).
Расовий склад населення:
| - 98,2 % — білих |

До двох чи більше рас належало 1,2 %. Частка іспаномовних становила 1,8 % від усіх жителів.
За віковим діапазоном населення розподілялося таким чином: 30,7 % — особи молодші 18 років, 53,3 % — особи у віці 18—64 років, 16,0 % — особи у віці 65 років та старші. Медіана віку мешканця становила 37,8 року. На 100 осіб жіночої статі у місті припадало 98,8 чоловіків;  на 100 жінок у віці від 18 років та старших — 98,2 чоловіків також старших 18 років.
Середній дохід на одне домашнє господарство  становив 67 737 доларів США (медіана — 52 500), а середній дохід на одну сім'ю — 72 774 долари (медіана — 52 500). За межею бідності перебувало 15,2 % осіб, у тому числі 31,1 % дітей у віці до 18 років та 0,0 % осіб у віці 65 років та старших.
Цивільне працевлаштоване населення становило 68 осіб. Основні галузі зайнятості: сільське господарство, лісництво, риболовля — 23,5 %, освіта, охорона здоров'я та соціальна допомога — 19,1 %, роздрібна торгівля — 13,2 %, транспорт — 10,3 %.